# Peter von Bagh
Peter von Bagh (29 de agosto de 1943-17 de septiembre de 2014) fue un director, guionista, actor e historiador cinematográfico finlandés. Von Bagh fue director del Instituto Audiovisual Finlandés (Kansallinen audiovisuaalinen instituutti), editor jefe de la revista de cine Filmihullu, y cofundador y director del Festival de cine Sol de Medianoche (Sodankylän elokuvajuhlat). A partir de 2001 fue director artístico del Festival Il Cinema Ritrovato, en Bolonia, Italia. Además, von Bagh fue miembro del jurado en el Festival Internacional de Cine de Cannes de 2004.
Películas dirigidas por Peter von Bagh han sido exhibidas en el Festival Internacional de Cine de Róterdam, en el Festival Internacional de Cine Independiente de Buenos Aires de 2012, y en el Festival Internacional de Tromsø de 2013.

## Biografía

### Estudios
Su nombre completo era Kari Peter Conrad von Bagh, y nació en Helsinki, Finlandia, siendo su padre un psiquiatra de origen germano ruso. Von Bagh se graduó en la escuela Oulun Lyseon Lukio en 1961. Cursó estudios de arte en la Universidad de Helsinki, que finalizó en 1970. Su tesis, Elokuvalliset keinot ja niiden käyttö: Alfred Hitchcockin Vertigo, fue posteriormente editada como un libro (Helsingin yliopisto, 1979). En el año 2002 von Bagh consiguió el doctorado en Ciencias Sociales con una tesis, Peili jolla oli muisti – elokuvallinen kollaasi kadonneen ajan merkityksien hahmottajana, en la que examinaba las unidades fundamentales de la expresión cinemática, el montaje y la edición.
Von Bagh enseñó e impartió conferencias en varias escuelas y universidades siendo, por ejemplo, Profesor de Historia del Cine en la Universidad Aalto desde 2001. También trabajó en un libro de texto sobre el cine, Salainen muisti (Sanoma Pro, 2009), que fue de uso estudiantil.
Von Bagh rodó docenas de filmes para la televisión, entre ellos retratos de destacados finlandeses de todos los campos (Tapio Rautavaara en Tapsa – Slashes from a Rover's Life, 1980; Paavo Nurmi, 1978; Otto Ville Kuusinen en Mies varjossa, 1994), músicos (Olavi Virta, 1972; Suomi Pop, 1984), actores (Tauno Palo, 1981) y directores de cine (Edvin Laine, 2006; Mikko Niskanen, 2010).
Las películas de ficción de von Bagh a menudo eran documentales con un estilo personal. Entre ellos figuran Kreivi (1971) y Pockpicket - Katkelmia helsinkiläisen porvarisnuoren elämästä (1968), una variación sobre el título de Robert Bresson Pickpocket (1959). Como guionista, Von Bagh participó en la cinta de Risto Jarva Ruusujen aika (1969), Bensaa suonissa (1970) y Kun taivas putoaa... (1972).

### Producción literaria
La producción literaria de Von Bagh incluye casi 40 libros de ensayo. En el año 2007 le fue concedido el Premio Estatal de Información Pública de Finlandia por su trayectoria. En el mismo año, su libro  Sininen laulu recibió el Premio Literario Finlandia. Obtuvo por dos  libros suyos el Premio Estatal de Información Pública de Finlandia, en 1986 por Iskelmän kultainen kirja, y en 1975 por Elokuvan historia. Los ensayos y artículos de Von Bagh se han publicado en varios libros y revistas cinematográficas, tanto en Finlandia como en otros países.
Justo hasta su muerte, Peter von Bagh fue editor jefe de Filmihullu, revista fundada por él en 1968. Fuera de su país, von Bagh trabajó como experto cinematográfico para la editora francesa Editorial Larousse en 2009, y como asesor editor para la italiana Giulio Einaudi Editore.
Peter von Bagh fue también un activo promotor literario de su país, trabajando como editor y escritor de prefacios de la editora Love kirjat entre 1977 y 1996. Los títulos publicados por Love kirjat, más de un centenar, incluyen traducciones de clásicos literarios como Esquilo (Orestíada, Love 1991), Balzac (Las ilusiones perdidas, Love 1983, Esplendores y miserias de las cortesanas, Love 1991), Jack London (El talón de hierro, Love 1977), August Strindberg (Lilla katekes för underklassen, Love 1981), poesía, (Matti Rossi), ensayos (Raoul Palmgren), historias detectivescas (James M. Cain, Love 1982), literatura de investigación (Georg Lukács, Love 1978), así como temas económicos, historia militar, y la obra de Sigmund Freud El chiste y su relación con lo inconsciente, Love 1983).
Love kirjat también llevó a los lectores varias piezas fundamentales de la literatura cinematográfica, como ensayos de André Bazin (Love 1981, 1990), Sergei Eisenstein (Love, 1978), Federico Fellini (Love, 1980), Jean Renoir (Love, 1980), Jean-Luc Godard (Love, 1984) y François Truffaut (Love, 1982).

### Dirección de festivales cinematográficos
El Festival de Cine Sol de Medianoche se fundó en 1986 a iniciativa de Anssi Mänttäri, en colaboración con Mika y Aki Kaurismäki y Peter von Bagh. El festival no busca el glamour, como otros certámenes, dando el principal protagonismo a las películas. La programación incluye clásicos y trabajos novedosos de todo el mundo, presentados en su formato original.
Las sesiones matinales de dos horas, presididas por Peter von Bagh a lo largo de la historia del festival, fueron la base de su libro Sodankylä, Forever (WSOY, 2010) y de una serie documental del mismo título en cuatro partes. Esta serie fue alabada por diferentes profesionales, entre ellos Nico Baumbach en Film Comment (2011).
Entre los invitados al festival figuran Chris Marker, Jean Rouch, Jean-Pierre Gorin, Jean-Pierre Léaud, Claude Chabrol, Jacques Demy, Agnès Varda, Robert Guédiguian, Pierre y Luc Dardenne, Jafar Panahi, Abbas Kiarostami, Samira Makhmalbaf, István Szabó, Miklós Jancsó, Béla Tarr, Krzysztof Kieslowski, Agnieszka Holland, Jerzy Kawalerowicz, Krzysztof Zanussi, Ivan Passer, Miloš Forman, Marlen Khutsiev, Andréi Konchalovski, Alekséi Yúrievich Guerman, Andrei Smirnov. Samuel Fuller, D. A. Pennebaker, Jim Jarmusch, Roger Corman, Vincent Sherman, Joseph H. Lewis, Francis Ford Coppola, Fernando Solanas, Elia Suleiman, Amos Gitai, Wim Wenders, Robby Müller, Youssef Chahine, Souleymane Cissé, Nanni Moretti, Paolo Taviani, Sergio Sollima, Dino Risi, Dusan Makavejev, Emir Kusturica y Michael Powell.
Además, también contó con los guionistas Joāo Bénard da Costa, Jim Hoberman, Jean Douchet, Bernard Eisenschitz y Olaf Möller.
Por otra parte, a partir de 2001 Peter von Bagh fue director artístico del Festival Il Cinema Ritrovato, celebrado en Bolonia, Italia. Este Festival se especializa en la "recuperación" de tesoros, en principio perdidos o desconocidos, como piezas de cine mudo o copias restauradas. 
Von Bagh colaboró también, como experto artístico, con el Festival Internacional de Cine de San Sebastián 2009 y con el  Festival de Cine de Telluride de 1997, siendo igualmente miembro del jurado del Festival Internacional de Cine de Cannes de 2004.

### Archivos cinematográficos
Peter von Bagh fue director ejecutivo del Archivo de Cine de Finlandia entre 1966 y 1969, y planificador de programación hasta 1984. En ese período aumentó de manera importante el número de exhibiciones.
Peter von Bagh falleció en Helsinki en 2014, a los 71 años de edad.

## Filmografía

### Cortometrajes
- 1968 : Pockpicket - Katkelmia helsinkiläisen porvarisnuoren elämästä (con Pentti Maisala)
- 1968 : Vanhan valtaus
- 1969 : Joulukuu

### Largometrajes
- 1971 : Kreivi

### Documentales de metraje largo
- 1992 : Viimeinen kesä 1944
- 1993 : Vuosi 1939

### Televisión
- 1972 : Olavi Virta
- 1978 : Paavo Nurmi - mies ja aika (con Markku Koski)
- 1978 : Sinitaivas – matka muistojen maisemaan
- 1979 :  Repe - Sirpaleita Reino Helismaan elämästä
- 1979 : Tankavaaran Travolta
- 1980 : Vuosi 1952
- 1980 : Tapsa
- 1980 : Laulajan lähtö
- 1981 : Tauno Palo
- 1982 : Väliasemalla Veikko Lavi
- 1983 : Päivä Karl Marxin haudalla
- 1984-1985 : Suomi Pop 1–5 – suomalaisen iskelmän historia (1984–1985)
- 1983-1992 : Lähikuvassa 1–19: Tuomari Nurmio, Remu Aaltonen, Pelle Miljoona, Juice Leskinen, Hassisen Kone, Eppu Normaali, Dave "Isokynä" Lindholm, Rauli "Badding" Somerjoki, Kipparikvartetti, Erkki Junkkarinen, Jorma Ikävalko, Matti Jurva, Harmony Sisters, Esa Pakarinen, Palle, Henry Theel, Vili Vesterinen, Eugen Malmstén ja Big Band, Metro-Tytöt
- 1985 : Yhdeksän hetkeä Urho Kekkosen elämästä
- 1985 : Elämä ja aurinko – rapsodia F.E. Sillanpään maisemasta
- 1985 : Isoveli
- 1986 : Ajan draama
- 1987 : Muisto
- 1987 : Faaraoiden maa
- 1987 : Asema
- 1987 : Tämä on Suomi
- 1987 : Olavi Virta
- 1988 : Jukeboxin ikivihreät
- 1988 : Henkilökohtainen ongelma
- 1990-1991 : SF-tarina
- 1990 : T.J. Särkkä 100 vuotta
- 1992 : Kohtaaminen
- 1993 : Suomi-Filmin tarina
- 1993 : Fennadan tarina
- 1994 : Mies varjossa
- 1996 : Erään oopperan synty: Lapualaisooppera
- 1997 : Oi kallis Suomenmaa 1–8
- 1997 :  Victor Eríce: unelma valosta
- 1998 : Irma Seikkula – kulta-ajan tähti
- 2003-2004 : Sininen laulu – Suomen taiteiden tarina
- 2004 : Kansalainen Puupää (Armand Lohikosken muotokuva)
- 2006 : Edvin Laine
- 2008 :  Helsinki, ikuisesti
- 2008 : Tähtien tarina, episodios Hannes Häyrinen, Ville Salminen, Hannu Leminen, Eeva-Kaarina Volanen, Leif Wager y Tarmo Manni
- 2010 : Ohjaaja matkalla ihmiseksi: Mikko Niskasen tarina
- 2010-2011 :  Sodankylä ikuisesti, episodios Elokuvan vuosisata, Ensimmäisen elokuvamuiston kaiho, Ikuinen aika, y Valon draama
- 2011 :  Lastuja - taiteilijasuvun vuosisata

### Guionista para otros realizadores
- 1969 : Ruusujen aika
- 1970 : Kesäkapina
- 1970 : Bensaa suonissa
- 1972 : Kun taivas putoaa...
- 1990 : I Hired a Contract Killer

## Artículos en libros sobre cine
- The Lumière Project: The European Film Archives at the Crossroads (Cathrine A. SUROWIEC), Associação Projeto Lumiere, Lissabon 1996, ISBN 972-95404-0-3
- Cinémas d'Europe du Nord. De Fritz Lang á Lars von Trier (Claire VALADE), Arte Editions, Mille et une nuits, París 1998, ISBN 2-84205-372-9
- Nordic Explorations. Film Before 1930 (John FULLERTON & Jan OLSSON), John Libbey et co, Estocolmo 1999, ISBN 1-86462-055-2
- Stars au feminin, (Gian Luca FARINELLE & Jean-Loup PASSEK), Centre Pompidou, París 2000, ISBN 1-86462-055-2
- Raoul Walsh (Michael Henry WILSON), Cinémathèque Française, París 2001, ISBN 2-900596-38-6
- Edgar G. Ulmer Le bandit démasqué (Charles TATUM), Éditions Yellow Now, París 2002, ISBN 978-2-87340-171-9
- Don Siegel und seine Filme (Frank ARNOLD), Vertigo, Múnich 2003, ISBN 3-934028-05-5
- The Unknown Orson Welles (Stefan DRÖSSLER), Belleville Filmmuseum München, Múnich 2004, ISBN 3-936298-31-9
- Ai poeti non si spara. Vittorio Cottafavi tra cinema e televisione, (Adriano APRA & Giulio BURSI), Cineteca di Bologna, Bolonia 2010, ISBN 88-95862-01-5
- Luci del ribalta (avec Anna Fiaccarini et Cecilia Cenciarelli), Cineteca Bologna, 2002, ISBN 88-8012-214-2

## Libros en finés
- Uuteen elokuvaan. Kirjoituksia elokuvasta, Von Bagh, Peter, WSOY, Helsinki 1967
- Elävältä haudatut kuvat, Tammi, Helsinki 1969
- Paljastava silmä. Luokat taistelevat – elokuvat kertovat, Weilin+Göös, Helsinki 1973, ISBN 978-951-35-0895-1
- Elokuvan historia, Weilin+Göös, Helsinki 1975, ISBN 978-951-35-1333-7
- Olavi Virta (con Pekka Aarnio y Markku Koski), WSOY, Helsinki [1977], ISBN 978-951-0-08023-8
- Teatterikirja (con Pekka Milonoff), Love, Helsinki 1977, ISBN 978-951-835-005-0
- Elvis! Amerikkalaisen laulajan elämä ja kuolema, Love, Helsinki 1977, ISBN 978-951-835-006-7
- Hitchcock. Merkintöjä Alfred Hitchcockin elokuvasta Vertigo, Suomen Elokuvasäätiö, Helsinki 1979, ISBN 978-951-9349-10-7
- Joris Ivens – dokumentaristin muotokuva, Suomen Elokuva-arkisto, Helsinki 1981
- Englantilainen elokuva, Suomen Elokuva-arkisto, Helsinki 1980, ISBN 978-951-859-039-5
- Taikayö, Love, Helsinki 1981, ISBN 951-835-049-3
- Jean Cocteau, Suomen elokuva-arkisto, Helsinki 1983, ISBN 951-859-324-8
- Kymmenen elokuvaa, Love, Helsinki 1984, ISBN 951-835-082-5
- Iskelmän kultainen kirja (con Ilpo Hakasalo), Otava, Helsinki 1986, ISBN 978-951-1-08913-1
- Elämää suuremmat elokuvat, Otava, Helsinki 1989, ISBN 978-951-1-10983-9
- Elokuvan ilokirja, Otava, Helsinki 1990, ISBN 978-951-1-10581-7
- Kaipuun punainen hetki, Otava, Helsinki 1991, ISBN 978-951-1-11950-0
- Suomalaisen elokuvan kultainen kirja, Suomen Elokuva-arkisto, Helsinki 1992, ISBN 978-951-1-12295-1
- Elämää suuremmat elokuvat II, Otava, Helsinki 1996, ISBN 978-951-1-12811-3
- Paras elokuvakirja, WSOY, Helsinki 1995, ISBN 978-951-0-20463-4
- Rikoksen hehku, Otava, Helsinki 1997, ISBN 978-951-1-14631-5
- Suomalaisen elokuvan pieni historia, Otava, Helsinki 2000, ISBN 978-951-1-16301-5
- Lööppikirja (con Koski, Markku), Like, Helsinki 2000, ISBN 978-951-578-823-8
- Hevoset ja minä (con Timo Aarniala), Like, Helsinki 2000, ISBN 978-951-578-816-0
- Peili jolla ei ollut muisti, SKS, Helsinki 2002, ISBN 978-951-746-423-9
- Suomalaisen elokuvan uusi kultainen kirja, Otava, Helsinki 2005, ISBN 951-1-12705-5
- Aki Kaurismäki, WSOY, Helsinki 2006, ISBN 978-951-0-31773-0 (Alexander Verlag Berlin, ISBN 978-3-89581-342-9)
- Tähtien kirja, Otava, Helsinki 2006, ISBN 978-951-1-18776-9
- Sininen laulu. Itsenäisen Suomen taiteiden tarina, WSOY, Helsinki 2007, ISBN 978-951-0-32895-8
- Vuosisadan tarina. Dokumenttielokuvan historia, Teos, Helsinki 2007, ISBN 978-951-851-093-5
- Salainen muisti, WSOY, Helsinki 2009, ISBN 978-951-0-34558-0
- Lajien synty. Elokuvan rakastetuimmat lajit, WSOY, Helsinki 2009, ISBN 978-951-0-35625-8
- Sodankylä ikuisesti, WSOY, Helsinki 2010, ISBN 978-951-0-36290-7
- Junassa, WSOY, Helsinki 2011, ISBN 978-951-0-37921-9
- Cinefilia, WSOY, Helsinki 2013, ISBN 978-951-0-39786-2

## Radio (selección)
- 1961 : Yöradio
- 1963 : Suuria elokuvaohjaajia
- 1974 : Amerikan ääniä
- 1976 : Kohtaamisia
- 1981 : Keskusteluja elokuvasta
- 1984-1993 : Elämää suuremmat elokuvat
- 1997 : Elämää suuremmat näyttelijät
- 2006 : Elokuvan historia

## Premios
- 2013 : Premio Kultainen Venla por su trayectoria televisiva
- 2007 : Premio Estatal de Información Pública de Finlandia por su trayectoria
- 2007 : Premio Literario Finlandia por el libro Sininen laulu
- 2005 : Premio Aho & Soldan a su trayectoria
- 2005 : Premio Koura por Sininen laulu
- 1992 : Premio SKS Ellias Lönnroth por Suomalaisen elokuvan kultainen kirja
- 1992 : Premio Betoni-Jussi a su trayectoria
- 1991 : Premio Venla por la serie televisiva SF:n tarina
- 1986 : Premio Estatal de Información Pública por el libro Iskelmän kultainen kirja (junto a Ilpo Hakasalo)
- 1984 : Premio Venla por Suomi Pop – suomalaisen iskelmän historia
- 1980 : Premio Estatal de Cine por Vuosi 1952
- 1978 : Premio Teatral Anual del Vuoden teatteriteko por el libro Teatterikirja
- 1975 : Premio Estatal de Información Pública por el libro Elokuvan historia